# شيري أبليبي
شيرا فريدا أبليبي ((بالإنجليزية: Shiri Freda Appleby) ولدت 7 ديسمبر 1978)، هي ممثلة ومغنية يهودية أمريكية. تعرف غالبا بدورها الرئيسي على قناة لايف تايم في مسلسل انريل. ظهرت في عدة أفلام بأدوار صغيرة مثل خراب وحرب تشارلي ويلسون.

## النشأة
ولدت شيري في لوس أنجلوس، كاليفورنيا. ابنة دينا بودير مدرسة يهودية وجيري أبليبي مهندس اتصالات عن بعد. والدتها إسرائيلة من يهود المغرب، ووالدها ينحدر من سلاسة يهود الأشكناز. هي وأخوها الأصغر ترعرعا في كالاباساس في مقاطعة لوس أنجلوس. تخرجت شيري من مدرسة كالاباساس الثانوية في 1997. وسجلت في جامعة كاليفورنيا الجنوبية حيث درست اللغة الإنجليزية من 1998 إلى 1999. بعد عامين حصلت على دور البطولة في مسلسل روزويل.

## أعمال
- روزويل
- خراب
- حرب تشارلي ويلسون
- حلوى الشيطان

## روابط خارجية
- شيري أبليبي على موقع IMDb (الإنجليزية)
- شيري أبليبي على موقع ألو سيني (الفرنسية)
- شيري أبليبي على موقع أول موفي (الإنجليزية)
- شيري أبليبي على موقع قاعدة بيانات الأفلام السويدية (السويدية)
- شيري أبليبي على موقع إن إن دي بي (الإنجليزية)
- شيري أبليبي على موقع قاعدة بيانات الفيلم (الإنجليزية)
- شيري أبليبي على موقع كينوبويسك (الروسية)